# Kelemen István (harcművész)
Soke Kelemen István (Budapest, 1955. június 13. –) 10. danos mester, a Magyar Ju Jitsu Szövetség és a Hangari Ju Jitsu Kelemen Ryu alapítója. A mester ma is aktív, komoly szakmai munkát végez, egyebek mellett a Kelemen Ryu-t oktatja a Terrorelhárítási Központban.

## A ju jitsu meghonosítása Magyarországon
Kelemen István 1974-ben kezdte ismerkedését a harci művészetekkel. Előbb a Műegyetemen judot, majd a Magyar Honvédelmi Szövetség égisze alatt működő Haditorna Klubban európai önvédelmet tanult. 
Az első ju jitsu bemutatót a Klub meghívására egy olasz mester tartotta 1976-ban. A másodikat három angol 1979-ben, amikor is a ju jitsu nagy nyilvánosságot kapott Magyarországon. Robert Clark, Richard Morris és Tony Andropus hazánkban történt látogatásról a Magyar Televízió filmet is készített „Három úr 20 dannal” címmel.
Kelemen István ennek hatására döntött úgy, hogy meg szeretné honosítani a ju jitsut Magyarországon. Az angliai mesterek ezek után gyakrabban látogattak Budapestre, hogy edzést tartsanak, illetve Kelemen István és társai egy négyhetes intenzív kurzuson vettek részt Angliában, melynek végén övvizsgát tettek és a világszövetség angliai vizsgáztatói kék, majd barna övvel ismerték el teljesítményüket.
1980-ban került megtartásra az első ju jitsu edzés Magyarországon a Haditorna Klubban. 
1982-ben megalakul az első önálló, csak ju jitsu oktatással foglalkozó klub a Madách téren. Itt kora délutántól késő estig minden időpontban telt ház volt. Kelemen István hosszú éveken keresztül folyamatosan tökéletesítette az általa oktatott ju jitsut, és kialakította a teljes magyar övvizsga anyagot.
Módszereit több különleges alakulat kiképzésénél is igénybe vették, a ju jitsu technikák ugyanis a közelharc lehető leghatékonyabb fogásai közé tartoznak. 
Kelemen István 1996-os nyilatkozata teljes egészében itt olvasható Archiválva 2018. május 14-i dátummal a Wayback Machine-ben.
Magyar Ju Jitsu Szövetség megalapítására 1985 áprilisában került sor, 23 dojo-vezető lépett be a klubjával és Kelemen Istvánt választották elnöknek.

## Soke Kelemen István danfokozatai
1981-ben három főt – köztük Kelemen Istvánt – vendégül láttak Angliában, ott került sor első danvizsgájára.
Németországból Vlado Schmidt és Sieghard Weiss mesterek jártak rendszeresen oktatni Magyarországra, illetve a magyar jitsukák hozzájuk tanulni. 1984 februárjában vizsgázott le Kelemen István 2. danra Vlado Schmidt mester előtt.
Kelemen Istvánt 1986-ban a Svájci Ju-Jitsu Szövetség jubileumi táborába meghívták oktatónak, ekkor kapta meg a 3. dant.
1991-ben szintén külföldön kapta meg a 4. dan-t. Az első klubvezető tanítványok is elkezdtek ekkor már danvizsgákat tenni.
A Dankollégium javaslatára 1995-ben immár Magyarországon, a szövetség 10 éves jubileumi táborában az Össz-Szövetség képviselőjétől megkapta az 5. dan fokozatot és a shihan rangot.
2002-ben az önálló magyarországi ju jitsu klubok megjelenésének 20. évfordulójára szervezett jubileumi táborban szintén a Dankollégium javaslatára shihan Kelemen István a Világszövetség igazgatójától, shike Giacomo Spartaco Bertoletti-től kapta meg a 6. dan fokozatot.
A 2000-es évek közepétől beérett a több évtizedes munka, a szövetségben a Mester közvetlen tanítványainak mondható dojo-vezetők legjobb tanítványai is eljutottak a mester szintre. Ennek eredménye, hogy manapság a Szövetségünknek több mint 50 feketeöves tagja van. Ez is közrejátszott abban, hogy 2005-ben a Nyári Táborban a Mester megkapta a 7. dan fokozatot.
2007-ben Kancho Rony Kluger az IBA (International Budo Academy) elnöke felkérte shihan Kelemen Istvánt a ju jitsu szekció vezetésére és ebből az alkalomból kapta meg a 8. dan-t.
2009-ben a Nyári Táborban a Világszövetség elnöke shike Giacomo Spartaco Bertoletti soke rangra emelte Kelemen Istvánt, 2010-ben a Jubileumi Táborban pedig soke Kozo Kuniba mester léptette elő 9. dan fokozatra alapító mesterünket.
2015. június 6-án, a Magyar Ju Jitsu Szövetség fennállásának 30. évfordulója alkalmából tartott Jubileumi Rendezvényen soke Kelemen István 10. dan fokozatot kapott.

## Soke Kelemen István kitüntetései, elismerései
- Rendőrség Napja alkalmából Boross Péter belügyminisztertől elismerő oklevél és tárgyjutalom (Karóra), 1992
- A Magyar Ju Jitsu Szövetség 25. éves Jubileumán Pintér Sándor Belügyminisztertől oklevél és tárgyjutalom (Dísztőr), 2010
- The World Sport for All Jujitsu Confederation „Hall Of Fame” (hírességek csarnoka) diplomája, a harcművészetek és a budo terén elvégzett sokéves munkásság elismeréseként, 2015
- World Ju Jitsu Kobudo Organization „Hall Of Fame” (hírességek csarnoka) diplomája, a Ju Jitsu terén elvégzett sokéves munkásság elismeréseként, 2015
- Kitüntetés prof Popper György a Máltai Lovagrend lovagparancsnokától, a „Knight Commander Of Sword and Silence” kitüntetés és oklevél, 2015
- A Hall Of Fame Martial Arts Europe a kitüntetett „Honorary Members” tagok közé felvette Soke Kelemen Istvánt 10. danos mestert, 2015
- Főigazgatói elismerés Hajdu János r. vezérőrnagy, a TEK Főigazgatója által, 2017

## Soke Kelemen István könyvei és nyilatkozatai
- Kelemen István: Ju Jutsu - A modern önvédelem útja, 1983
- Kelemen István: Ju Jitsu (nem csak) nőknek, 1984
- Kelemen István: Bo-Jitsu, 1986
- Barta Balázs - Dr. Gubacsi Attila: 21 szamuráj - Beszélgetések Magyarország vezető harcművészeivel, 2009
- Interjúk, riportok soke Kelemen Istvánnal